# جامعة السبطين
جامعة السبطين (عليهما السلام) الدولية للعلوم الطبية هي جامعة أهلية دولية تقع في كربلاء، العراق. تأسست في 28 ديسمبر 2022 برعاية العتبة الحسينية، وتهدف إلى تقديم تعليم طبي عالي الجودة بالتعاون مع مؤسسات تعليمية دولية.

## النشأة والتأسيس
افتتحت الجامعة رسميًا في 28 ديسمبر 2022 بحضور وزير التعليم العالي والبحث العلمي العراقي، الدكتور نعيم العبودي، ووزير الصحة الإيراني بهرام عين اللهي، وعدد من الشخصيات الأكاديمية من العراق وإيران. تم تأسيس الجامعة برعاية العتبة الحسينية، وتعد أول جامعة دولية متخصصة في العلوم الطبية تُنجز في كربلاء.

## التعاون الدولي
تُدار الجامعة أكاديميًا من قبل جامعة طهران للعلوم الطبية بموجب اتفاقية تمتد لخمسين عامًا، لتعزيز مستوى التعليم والبحث العلمي في العراق.

## الكليات والبرامج الأكاديمية
تضم الجامعة ثلاث كليات رئيسية:
- كلية الطب البشري
- كلية التمريض والقبالة
- كلية التأهيل والعلاج الطبيعي

وتقدم برامج دراسية متقدمة تؤهل كوادر طبية متخصصة ومهنية.
تحتوي الجامعة على مستشفى تطبيقي حديث يُعد الأول من نوعه داخل جامعة طبية في العراق، إضافة إلى مختبرات وقاعات دراسية متطورة.

## وصلات خارجية
- الموقع الرسمي للجامعة